# اسرار افق
اسرار افق (به فرانسوی: Les mystères de l'horizon) نقاشی رنگ روغن نقاش سوررئالیست بلژیکی، رنه ماگریت است که در سال ۱۹۵۵ میلادی خلق شد.
نقاشی سه مرد را با کلاه لبه دار ترسیم می‌کند که به نظر مشابه می‌رسند. آنها در بامداد در هوای آزاد قرار گرفته‌اند. گرچه ظاهراً در فضای یکسانی قرار دارند، به نظر می‌رسد در واقعیت هرکدام در فضای جداگانه‌ای هستند. روی هر کدام در جهت متفاوتی است. در آسمان بالای سر هر کدام ماه هلالی شکل جداگانه‌ای وجود دارد.
مردانی با کلاه لبه دار که اغلب در کارهای ماگریت وجود دارند اولین بار در نقاشی
مرد تنهای متفکر پیاده در سال ۱۹۲۶ ظاهر شد. این مردان اغلب نمایانگر شخصیت‌های یکسان و تعریف نشده هستند. ماگریت هم اغلب در عکس‌هایش کلاه لبه دار به سر می‌گذاشت.